# Bayonetta 3
Bayonetta 3 (ベヨネッタ3?, Beyonetta 3) è un videogioco del 2022, del genere avventura hack and slash, sviluppato da Platinum Games e pubblicato in esclusiva Nintendo per la console Nintendo Switch.

## Trama
In un universo alternativo Bayonetta combatte contro Singularity, ma viene uccisa mentre Viola osserva ed eredita l'ultimo dei suoi poteri. Viola è incaricata dal suo comandante Sigurd di utilizzare un ponte mondiale per fuggire in un altro universo e cercare aiuto nella battaglia contro Singularity. Viola usa il ponte del mondo e fugge mentre Sigurd viene ucciso, arrivando in un universo in cui Bayonetta e Jeanne assistono agli Homunculus che lanciano il loro attacco a New York City. Rifugiandosi con Enzo nel bar di Rodin, Viola spiega che gli Homunculus e Singularity hanno già distrutto innumerevoli universi alternativi; Rodin conferma che se tutti gli universi collasseranno, Singularity avrà il potere supremo sulla Trinità delle Realtà. Per fermare Singularity, Bayonetta e Viola devono recarsi sull'isola di Thule, che funge da porta tra gli universi, e raccogliere gli Ingranaggi del Chaos che possono condurli all'Alphaverse dove risiede Singularity. Jeanne ha il compito di infiltrarsi in una struttura di ricerca per individuare la versione del loro universo di Sigurd, un medico e scienziato con conoscenza del multiverso.

## Sviluppo
Il gioco è stato annunciato a dicembre 2017 durante i Game Awards. A settembre 2021 le prime immagini del gioco vengono mostrate nel corso del Nintendo Direct. Il gioco è stato infine pubblicato il 28 ottobre 2022 in esclusiva per Nintendo Switch.